# Rawle-Gletscher
Der Rawle-Gletscher ist ein Gletscher im ostantarktischen Viktorialand. In den Concord Mountains fließt er in nordwestlicher Richtung zwischen dem Leitch-Massiv und der King Range zum Black-Gletscher.
Mitglieder der Nordgruppe einer von 1963 bis 1964 durchgeführten Kampagne im Rahmen der New Zealand Geological Survey Antarctic Expedition benannten ihn nach Russell Endean Rawle (1911–2005), dem Leiter der Scott Base im Jahr 1964.